# Barema
Um barema curricular, ou simplesmente barema, é um quadro de avaliação em concursos públicos ou outros processos seletivos que especifica os critérios de pontuação para os currículos candidatos. 
No Brasil, os baremas são utilizados para algumas vagas no meio acadêmico, frequentemente usando as informações da Plataforma Lattes para aferir a pontuação. 